# Ida Herz
Ida Herz (geboren 18. Oktober 1894 in Nürnberg; gestorben 12. Februar 1984 in London) war eine deutsch-britische Bibliothekarin.

## Leben
Ida Herz war eine Tochter des Kaufmanns Moritz Hahn und der Lina Besselau. Nach einer Lehre als Buchhandelsgehilfin arbeitete sie in der Buchhandlung Schrag in Nürnberg. Anfang der 1920er Jahre war sie als Archivarin bei Joseph Baer in Frankfurt am Main angestellt. Dort lernte sie Thomas Mann kennen, den sie bewunderte und über den sie eine Zeitungsausschnittsammlung angelegt hatte. Mann beauftragte sie 1925, seine umfangreiche Bibliothek in seiner Wohnung in München zu ordnen. 1927/28 arbeitete Herz beim S. Fischer Verlag. Nach dem Tod ihres Vaters ging sie zurück nach Nürnberg und trat als Prokuristin in das elterliche Geschäft, die Darmhandlung Herz & Besselau, ein.
Nach der Machtübergabe an die Nationalsozialisten 1933 blieb der politisch verfolgte Thomas Mann im Ausland, und Herz gelang es, Manns Handbibliothek und einige Kisten Hausrat aus dem Münchener Palais Pringsheim an eine Deckadresse in Basel zu versenden. Herz geriet 1934 kurzzeitig in Untersuchungshaft der Gestapo und floh am 16. September 1935 aus dem Deutschen Reich zunächst in die Schweiz. In London fand sie 1936 eine Aushilfsstelle als Bibliothekarin am Warburg Institute und von 1944 bis 1950 war sie als Buchhändlerin bei Henry Sotheran Ltd. beschäftigt. Schließlich arbeitete sie als Verwaltungsangestellte in der Londoner Wiedergutmachungsstelle für jüdische Flüchtlinge.
Ihre Thomas-Mann-Sammlung hatte sie vor ihrer Flucht im französischen Konsulat in München deponiert. Sie erhielt sie 1947 zurück und baute sie in den Folgejahren weiter aus. 1960 übergab sie ein Konvolut von Schriftstücken an das Thomas-Mann-Archiv in Zürich. Ihre Sammlung mit Erstausgaben von Werken Manns fand sich in ihrem Nachlass.
Herz vererbte einen Geldbetrag der English Goethe Society in London, die eine zweijährliche Ida Herz Lecture durchführt und einen Thomas Mann Essay Prize vergibt.

## Schriften (Auswahl)
- Thomas Mann: A Hundredth Birthday Remembrance 1875–1975, Publications of the English Goethe Society, 46 (1976), S. 65–70 (mit einer Autobiographical Note)
- Freundschaft und Korrespondenz mit Thomas Mann, Publications of the English Goethe Society, 55 (1985), S. 1–21